# 帕桑 (伊泽尔省)
帕桑（法語：Passins，法語發音：[pasɛ̃]）是法国伊泽尔省的一个旧市镇，属于拉图尔迪潘区。2016年，帕桑与市镇阿朗东合并为新市镇阿朗东-帕桑，帕桑为新市镇行政中心。

## 地理
帕桑（45°41'16"N, 5°25'46"E）面积13.92 平方千米，位于法国奥弗涅-罗讷-阿尔卑斯大区伊泽尔省，该省份为法国东南部内陆省份，北起顺时针与安省、萨瓦省、上阿尔卑斯省、德龙省、阿尔代什省、卢瓦尔省和罗讷省。
与帕桑接壤的市镇（或旧市镇、城区）包括：塞尔梅里约、索莱米约、阿朗东、库特奈、莫雷斯泰勒。
帕桑的时区为UTC+01:00、UTC+02:00（夏令时）。

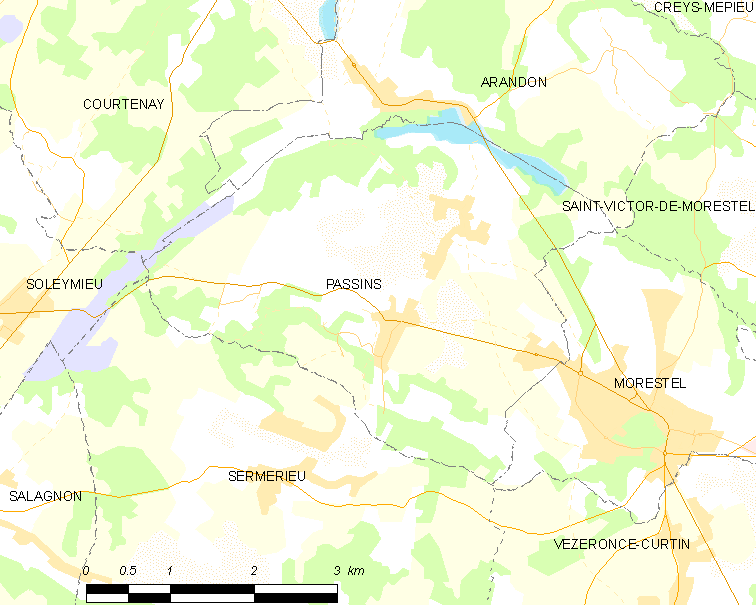
帕桑的OSM定位图

## 行政
帕桑的邮政编码为38510，INSEE市镇编码为38297。

## 政治
帕桑所属的省级选区为莫雷斯泰勒县。

## 人口

1962-2008年间帕桑人口变化图示

帕桑于2018年1月1日时的人口数量为1150人。